# هیلدگارد
هیلدگارد (به آلمانی: Hildegard) (زادهٔ ۷۵۸ – درگذشتهٔ ۳۰ آوریل ۷۸۳) زنی آلمانی‌تبار بود که در ۷۷۱ به‌عنوان دومین همسر شارلمانی به ازدواج او درآمد و تا هنگام مرگش در ۷۸۳ ملکهٔ فرانک‌ها بود.

## زندگینامه
هیلدگارد دختر گیرولت فون آنگلاخگائو، کُنت کرایشگائو و آنگلاخگائو و امای آلامانیایی، دختر هنابی، دوک آلامانی بود. در ۷۷۱ شارلمانی، پادشاه فرانک‌ها، که به‌تازگی از همسرش دسیدراتا، دختر دسیدریوس، پادشاه لمباردها جداشده‌بود با هیلدگارد ازدواج کرد. آن‌دو در طول زندگی مشترکشان صاحب ۹ فرزند شدند.
هیلدگارد در طول لشکرکشی‌های شارلمانی به ایتالیا در فاصلهٔ سال‌های ۷۷۳ تا ۷۷۴ همراه او بود و در محاصرهٔ پاویا حضور داشت. او در آنجا فرزندش آدلاید را به‌دنیا آورد که هنگام بازگشت در جنوب فرانسه درگذشت. او همچنین در لشکرکشی به اسپانیا در ۷۷۸ با همسرش همراه بود و در نزدیکی پوآتیه، دوقلوهایش لوتر و لویی پارسا را به‌دنیا آورد.
هیلدگارد روابطی حسنه با راهبه‌ای به‌نام لیوبا (بعدتر لیوبای قدیسه) داشت که اغلب برای ملاقات ملکه به دربار می‌آمد. او همچنین کمک‌های بسیاری به کلیساها، به‌ویژه کلیساهای جامع کمپتن و رایشنو نمود.
هیلدگارد در ۳۰ آوریل ۷۸۳ در تیون‌ویل، پس از به‌دنیاآوردن آخرین فرزندش در سن ۲۶ سالگی درگذشت. او را در کلیسای آرنولد مقدس واقع در شهر متز در شمال شرقی فرانسه به‌خاک سپردند. ۵ ماه پس از مرگ هیلدگارد، شارلمانی با فاسترادای فرانکونیایی ازدواج کرد.

## فرزندان
- شارل (۷۷۲ یا ۷۷۳ – ۸۱۱) کُنت ماین از ۷۸۱ و پادشاه فرانک‌ها به‌طور مشترک با شارلمانی از ۸۰۰
- آدلاید (۷۷۳ یا ۷۷۴)
- پپن (۷۷۳ یا ۷۷۷ – ۸۱۰) نام اصلی او کارلومان بود و پس از غسل تعمید تغییر نام یافت، پادشاه ایتالیا از ۷۸۱
- روترود (۷۷۷ – ۸۱۰)
- لویی پارسا، پادشاه آکیتین از ۷۸۱، امپراتور از ۸۱۳ (امپراتور به‌تنهایی در ۸۱۴) تا ۸۴۰
- لوتر (۷۷۸)، برادر دوقلوی لویی که در ۷۸۰ درگذشت.
- برتا (۷۷۹ – ۸۲۳؟)
- گیسلا (۷۸۱ – ۸۰۸؟)
- هیلدگارد (۷۸۲-۷۸۳؟)